# Andrzej Serafin
Andrzej Serafin (ur. 13 grudnia 1980) – polski filozof, tłumacz, redaktor kwartalnika „Kronos”, wykładowca Uniwersytetu Komisji Edukacji Narodowej w Krakowie.

## Życiorys
W latach 1999–2004 był studentem Makrokierunku na Politechnice Śląskiej, uzyskując tytuł magistra w zakresie automatyki i robotyki, elektroniki i telekomunikacji, informatyki. Następnie studiował filozofię, filologię klasyczną i filologię polską w ramach Międzywydziałowych Indywidualnych Studiów Humanistycznych na Uniwersytecie Jagiellońskim. W latach 2008–2012 uczestniczył w seminariach Krzysztofa Michalskiego. W 2009 został członkiem redakcji kwartalnika Kronos. W 2013 i 2018 był uczestnikiem Collegium Phaenomenologicum. W 2015 przebywał na stypendium badawczym w Martin-Heidegger-Archiv w Meßkirch. W 2016 doktoryzował się na podstawie dysertacji Pojęcie prawdy w Heideggerowskiej interpretacji Arystotelesa napisanej pod kierunkiem Pawła Kłoczowskiego. Od 2016 adiunkt w Katedrze Metafizyki i Ontologii Instytutu Filozofii i Socjologii Uniwersytetu KEN. Od 2017 organizuje coroczne Letnie Seminarium Platońskie w Lanckoronie.
Tłumaczył Platona (Uczta, Epinomis, Demodok), Taubesa (Zachodnia eschatologia), Rilkego (Cézanne, Listy do Merliny) oraz szereg rozpraw autorów takich jak Walter Benjamin, Hans-Georg Gadamer, Franz Rosenzweig, Peter Sloterdijk, György Lukács, W.H. Auden, Martin Buber, Gershom Scholem, Carl Schmitt, Joachim z Fiore, G.W.F. Hegel, Martin Heidegger, Alexandre Kojève, Jean-Luc Nancy, Hugo von Hofmannsthal, Allan Bloom, Leo Strauss, Mikołaj z Kuzy, Johann Wolfgang von Goethe, Giorgio Agamben, Friedrich Hölderlin.